# カレッジパーク・スカイホークス
カレッジパーク・スカイホークス（College Park Skyhawks）は、NBAゲータレード・リーグ（Gリーグ）に加盟しているプロバスケットボールチームである。本拠地はアメリカ合衆国ジョージア州カレッジパーク。アトランタ・ホークス傘下。アリーナはゲートウェイセンター・アリーナ。

## 過去に所属していた選手
- ジェレミー・エバンス
- テレンス・ジョーンズ
- ブランドン・グッドウィン
- ラングストン・ギャロウェイ
- ジェイレン・モリス
- デアンドレ・ベンブリー
- コービー・バフキン
- ジャレット・カルバー
- シャリーフ・クーパー
- AJ・グリフィン
- ジェイレン・ジョンソン
- スカイラー・メイズ
- ギオルギ・ベシャニシュヴィリ
- タイラー・ドーシー
- ヴィト・クレイチ
- ブルーノ・フェルナンド
- クリス・シルバ
- ニコラス・ブルッシーノ
- オマリ・スペルマン
- ジョニー・ハミルトン
- タイラー・キャバノー
- RJ・ハンター
- ジョシュ・マゲッティ
- トニー・ブラッドリー
- ロバート・ベイカー
- アーモニ・ブルックス
- トレント・フォレスト
- ケボン・ハリス
- デクアン・ジェフリーズ
- AJ・ローソン
- キートン・ウォレス
- ニコラ・ジュリシッチ
- ムハメド・ゲイェ
- アレックス・ポイトレス
- アイザック・ハンフリーズ
- 李大成